# Bielle (mécanique)
Pour les articles homonymes, voir Bielle.

Anatomie d'une bielle automobile.

En mécanique, une bielle est une pièce dotée de deux articulations, une à chaque extrémité, dans le but de transmettre une force, un mouvement ou une position. L'articulation à chaque extrémité de la bielle peut être un pivot ou une rotule.
Son utilisation la plus connue est dans le système bielle-manivelle où, associée à une manivelle, on obtient la transformation d'un mouvement de rotation continu en un mouvement alternatif de rotation ou de translation, et réciproquement. Certains moteurs (comme les moteurs en V) utilisent des bielles complexes, en associant deux pistons à un seul maneton de vilebrequin.

## Bielle dans le système bielle-manivelle

### Machine à vapeur

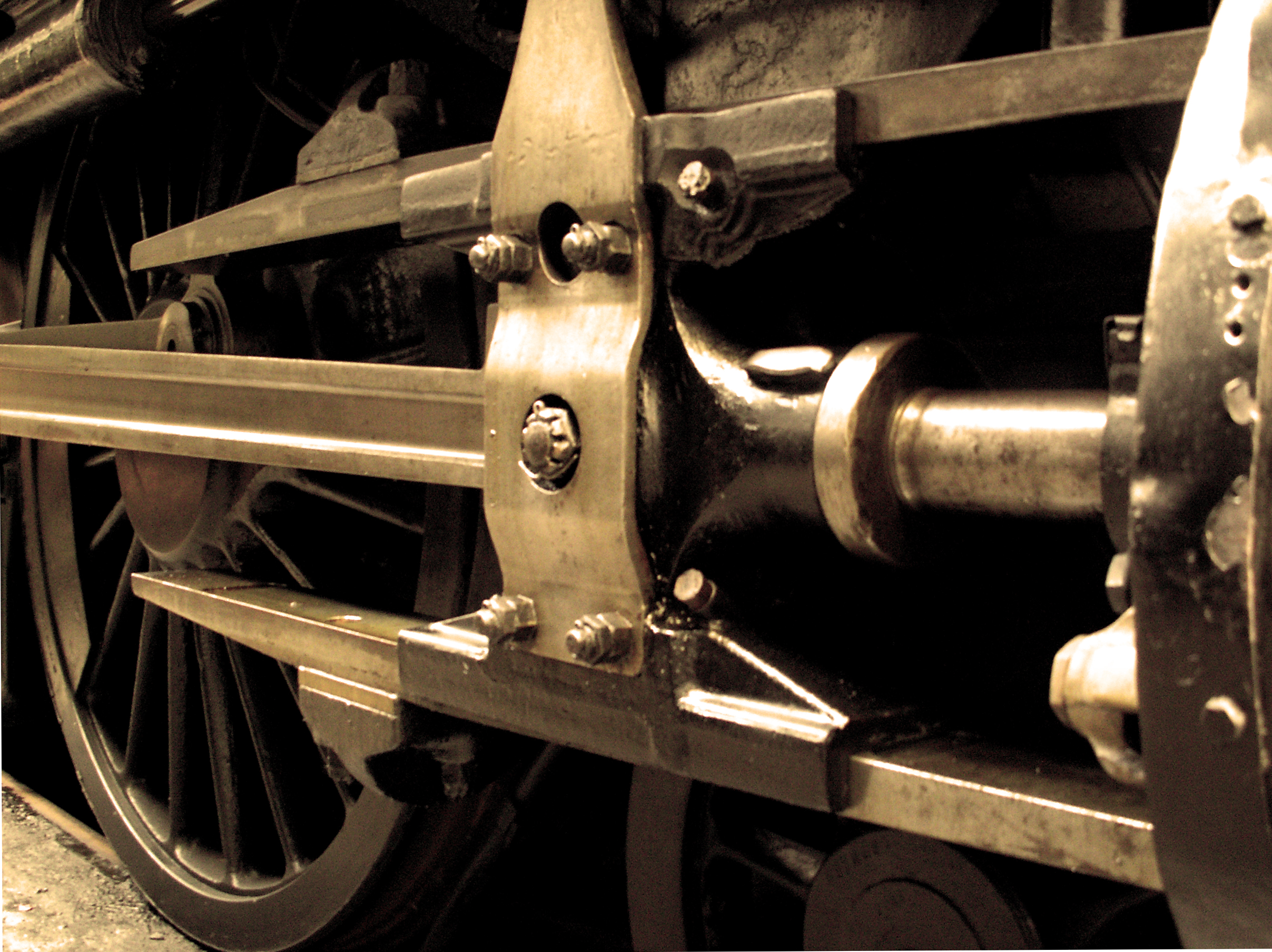
Les roues d'une locomotive à vapeur sont mises en rotation par plusieurs bielles.

Dans le cas des locomotives à vapeur, et plus généralement des machines à vapeur, la bielle permet la transformation du mouvement alternatif rectiligne du piston — mouvement qui lui est imprimé par la vapeur envoyée alternativement sur une des deux faces du piston — en un mouvement de rotation d'une ou plusieurs roue(s).
Les locomotives à vapeur sont généralement constituées de plusieurs systèmes bielle-manivelle aux fonctions relativement différentes :
1. Un bielle motrice transmet l'effort de traction de la crosse au maneton de la roue motrice ;
2. Les bielles d'accouplement transmettent la force du maneton de la roue motrice aux manetons des roues accouplées afin de répartir l'effort de traction sur tous les essieux entraînés[2] ;
3. Si le système de distribution Walschaerts est utilisé, deux autres bielles, dénommées bielle d'excentrique et bielle de commande de tiroir, relient quant à elles le système de distribution au système d'entrainement des roues et permettent de commander le tiroir et d'orienter la vapeur d'un côté ou de l'autre du piston[2] et d’améliorer l'utilisation de la force de la vapeur disponible.

### Moteur à pistons

La bielle permet de transformer le mouvement alternatif du piston en rotation continue du vilebrequin (animation d'un moteur à 4 temps).

Dans les moteurs à pistons, les bielles transforment le mouvement alternatif rectiligne des pistons en un mouvement rotatif quasi continu du vilebrequin. La bielle comporte deux alésages circulaires, l'un de petit diamètre, appelé pied de bielle, et l'autre de grand diamètre, appelé tête de bielle.
Le pied de bielle est engagé autour de l'axe du piston. La friction entre la bielle et l'axe est réduite par l'interposition entre les deux pièces mobiles d'une bague circulaire recouverte ou constituée de métal anti-friction (bronze, par exemple), ou de roulements (à aiguilles le plus souvent).
La tête de bielle, enserre le maneton du vilebrequin. Pour permettre le montage dans le cas d'un vilebrequin monobloc, la tête est coupée en deux dans un plan diamétral perpendiculaire à l'axe général de la pièce. La partie coupée s'appelle le chapeau de bielle. Après montage, le chapeau (ou pontet) est rassemblé au reste de la bielle par des boulons.
À l'inverse, la bielle peut être d'une seule pièce si le vilebrequin est constitué de parties assemblées après montage de la bielle. L'embiellage (manivelle et bielle) n'est plus démontable. La friction entre l'ensemble bielle/chapeau et maneton est réduite par l'interposition entre les pièces mobiles de deux demi-coussinets en acier recouverts sur leurs faces internes de métal anti-friction (généralement métal rose ou régule), ou de roulements.
Un manque de lubrification ou un échauffement trop important peut entrainer la fonte du métal antifriction et sa disparition entre les pièces mobiles provoque un jeu engendrant cognements et chocs destructeurs ; on dit que la bielle est coulée. Pour éviter ces désagréments, têtes et pieds de bielles sont percés de petits conduits qui permettent à l'huile moteur de circuler, de lubrifier et de refroidir les faces métalliques en contact.

## Autres utilisations de bielles
Une bielle est une pièce mécanique utilisé à chaque fois qu'un type de mouvement doit être transformé en un autre ou si l’amplitude de ce mouvement doit être modifié.

Différents types d'utilisation de bielles
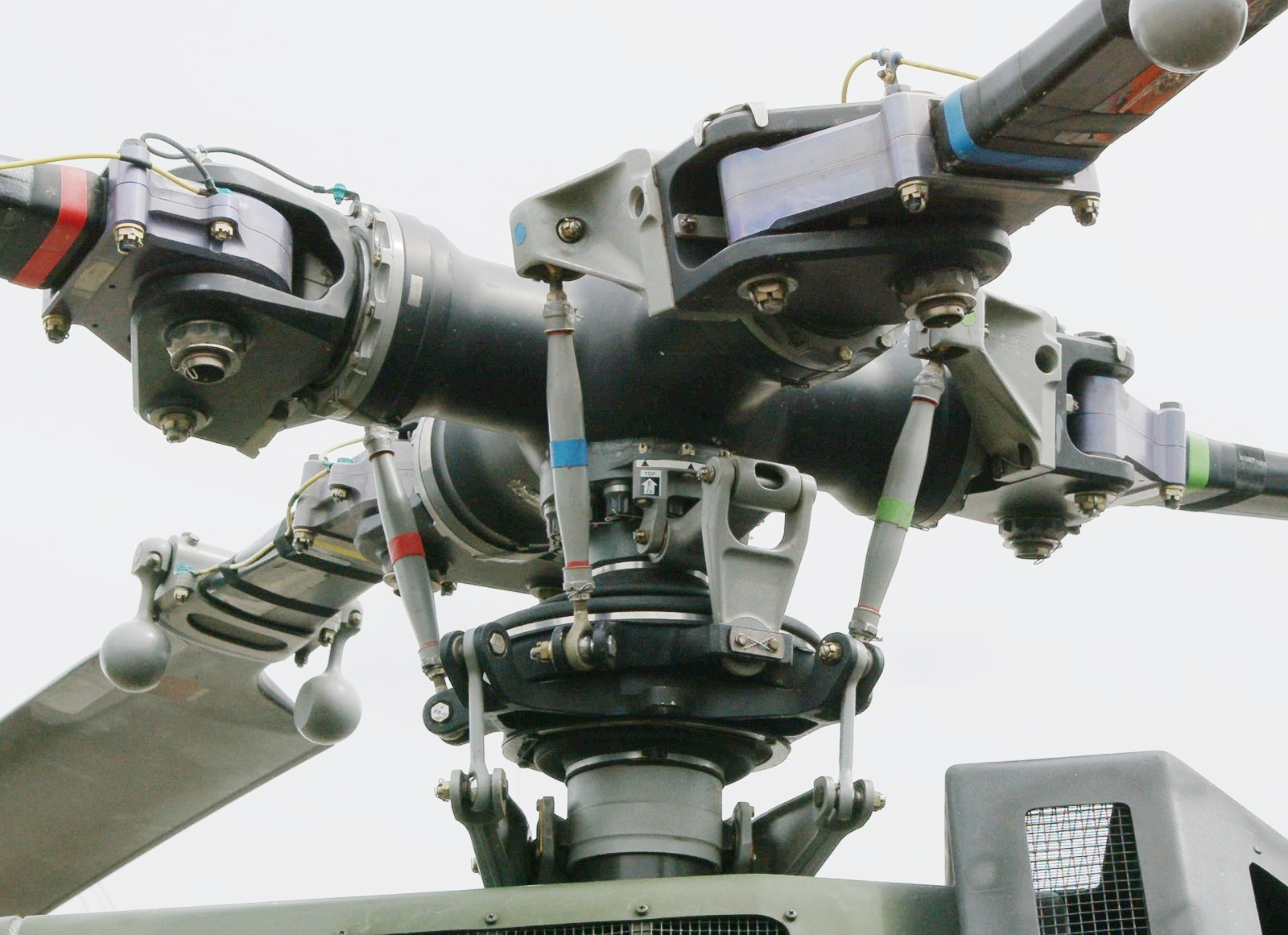
Bielles de commande de pas collectif et cyclique d'un rotor d'hélicoptère.
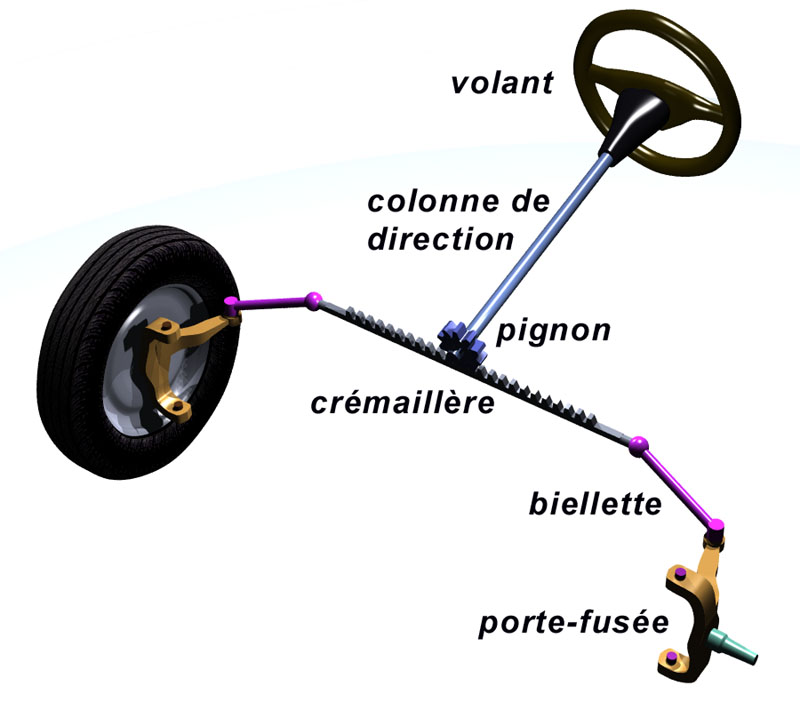
Bielles (ou biellettes) de direction d'automobile.
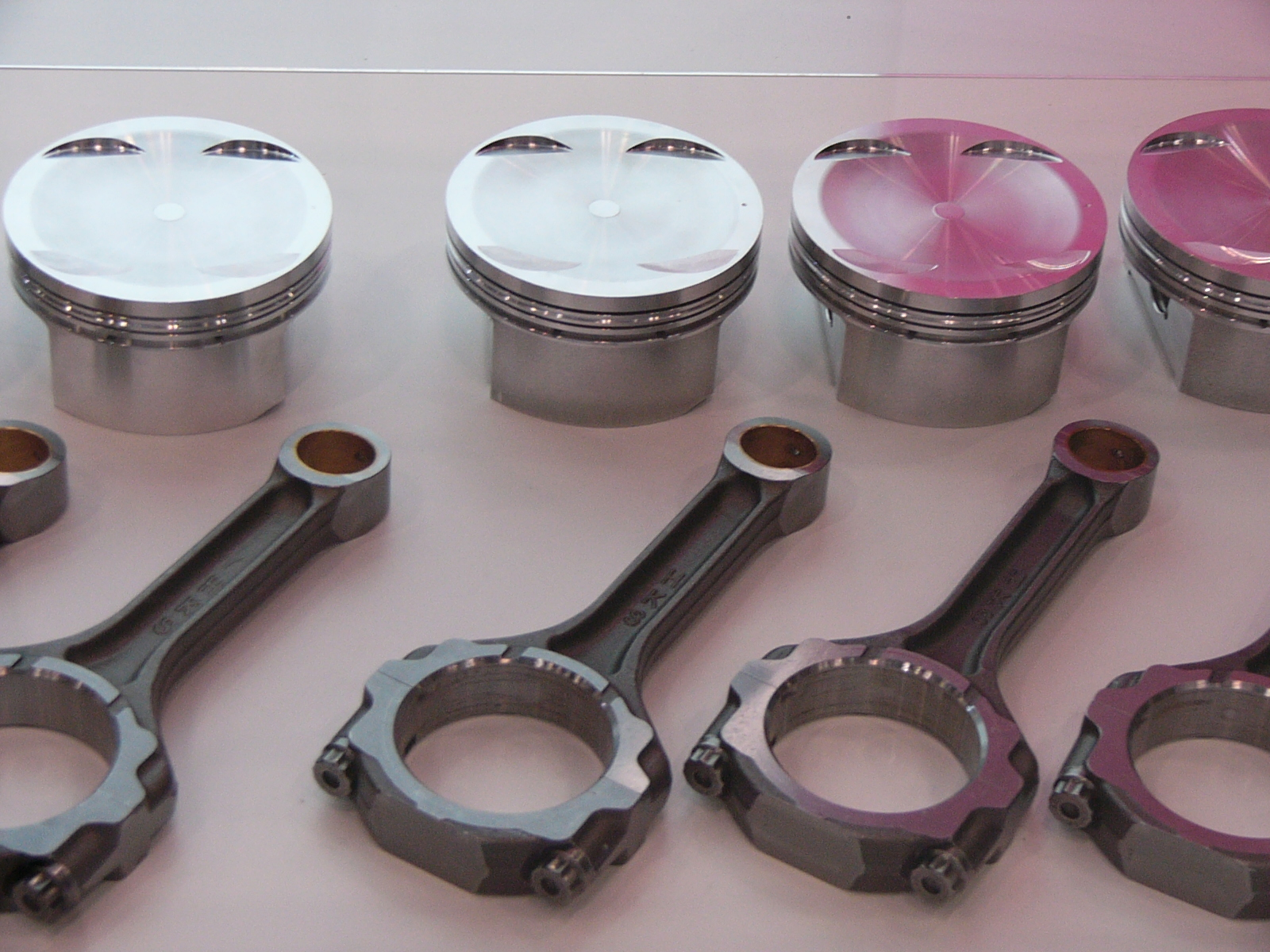
Ensemble bielle et piston d'un moteur thermique automobile.
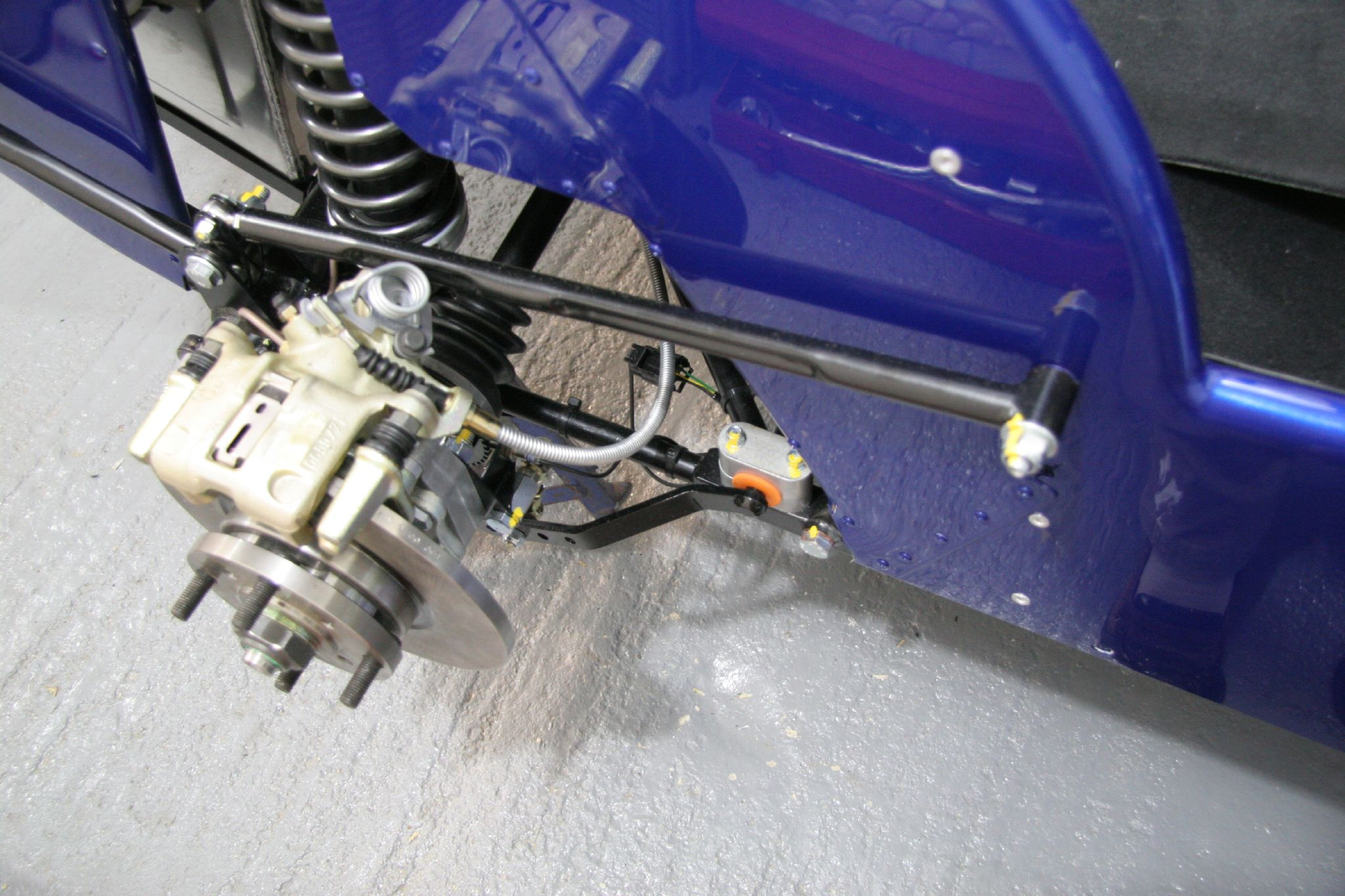
Bielle de reprise de couple de freinage sur le train arrière d'une voiture.

## Cas particulier: bielle à fourche

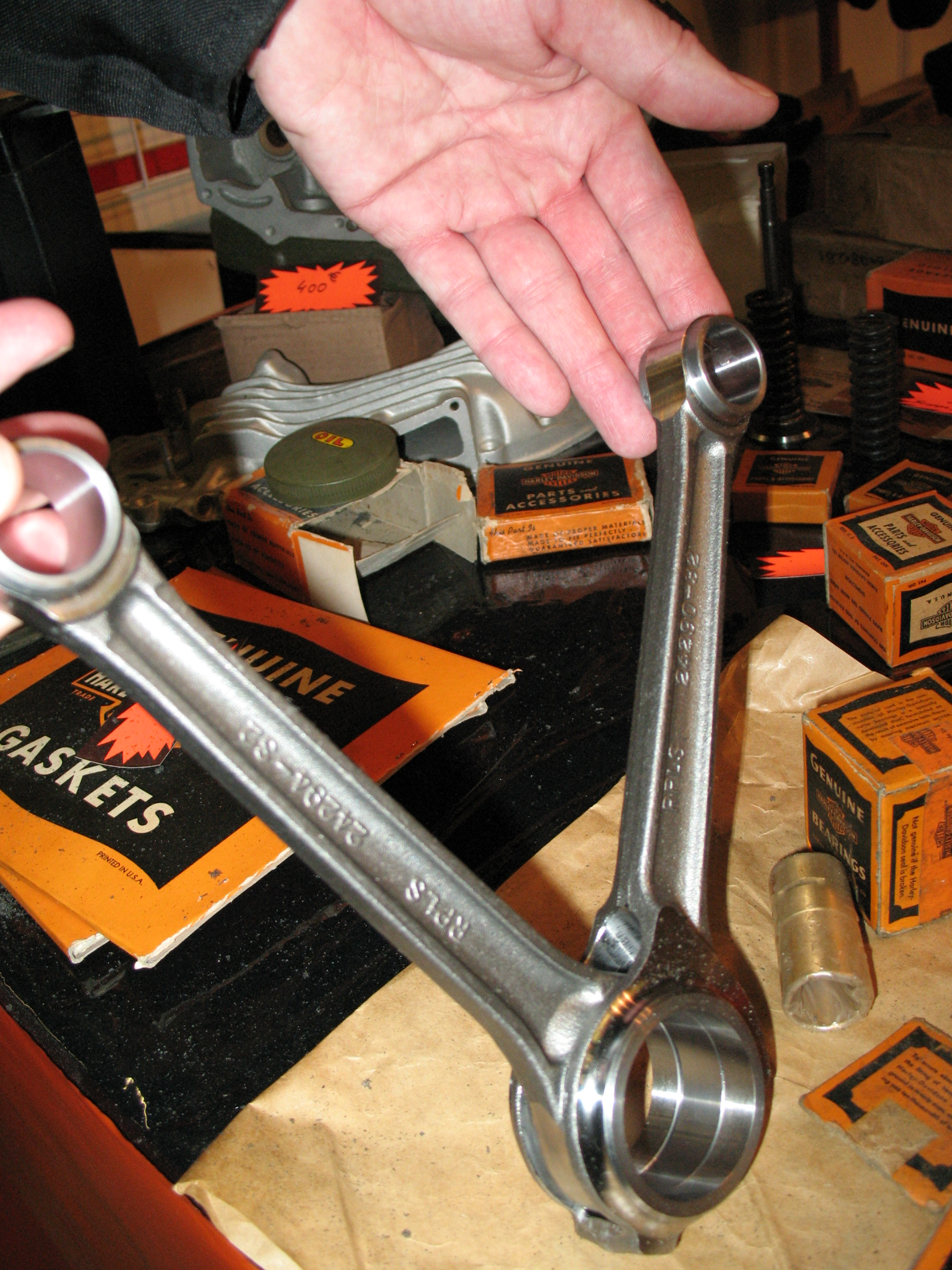
bielles à fouche de moto Harley-Davidson.

La plupart des moteurs en V d'aviation et certains moteurs V2 de moto  utilisent des bielles à fourche. Les bielles des deux cylindres connectés au même manneton sont imbriquées l'une dans l'autre. Cela permet de placer les deux cylindres exactement dans le même plan, avec un petit avantage en termes de place et d'équilibrage, ainsi de qu'éviter toute torsion sur le manneton. Ces bielles sont plus complexes à fabriquer et ne sont pas utilisées en automobile. Sur les moteurs en V automobile, les deux bielles sont placées l'une à côté de l'autre sur le manneton.

## Conception et procédé de fabrication
La bielle se doit d'être à la fois la plus légère possible pour réduire l'inertie et les effets de balourd sur les axes, dans le cas d'un mécanisme bielle-manivelle. Dans le cas de transformation de types de mouvement (rectiligne vers rotatif par exemple) elle doit être la plus longue possible pour que le mouvement soit suffisamment régulier.
Comme elle agit en transmetteur d'effort, la bielle est soumise à des sollicitations de traction et souvent de compression. Sa longueur est ainsi limitée par des considérations de résistance au flambage tandis que sa section est la plus élancée possible pour obtenir un grand moment d'inertie.
La bielle est généralement une pièce forgée, mais elle peut également être usinée dans la masse, voire emboutie. Les bielles de moteur automobile sont matricées avec ses œilletons sous-dimensionnés. Ces œilletons sont usinés, la tête de bielle est alors coupée avec l'aide d'une guillotine pour permettre la fixation sur le vilebrequin. Les coussinets sont ensuite fixés. Apparue vers les années 2000, la méthode de la « bielle fracturée » consiste à casser la bielle au niveau de son chapeau à l'aide d'un mandrin, après avoir créé une amorce de rupture au laser. Cette technique génère des surfaces de cassure uniques et complémentaires, assurant un centrage précis du chapeau sur la tête lors de l'assemblage. L'unicité de ces surfaces empêche toute interchangeabilité entre les différents chapeaux et corps, garantissant ainsi une compatibilité des pièces.